# Đông Giang (sông Trung Quốc)

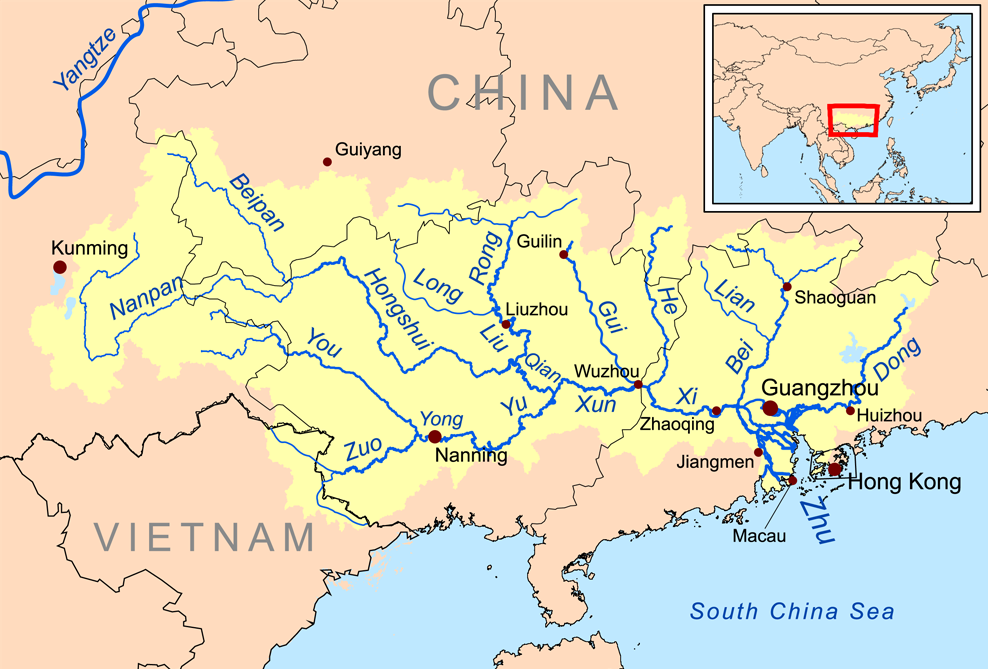
Hệ thống sông Châu Giang. Sông Đông Giang trên bản đồ này viết là Dong

Đông Giang (tiếng Trung giản thể: 东江, phồn thể: 東江, bính âm: Dōng Jiāng) là chi lưu phía đông của Châu Giang tại miền nam Trung Quốc. Sông này dài 523 km. Diện tích lưu vực của nó chiếm khoảng 6,3% diện tích lưu vực của Châu Giang. Phát nguyên từ Việt Bắc, Cám Châu. Sông chi lưu chính của nó là sông Tầm Ô phát nguyên từ dãy Đại Trúc Lĩnh, huyện Tầm Ô, khu Chúc Sơn, tỉnh Giang Tây.
Hai chi lưu chính khác của Châu Giang là Bắc Giang và Tây Giang. Chính quyền Hồng Kông đã mua nước từ sông Đông Giang kể từ năm 1965.  Lưu trữ ngày 27 tháng 4 năm 2006 tại Wayback Machine Trên 70% nhu cầu về nước ngọt của Hồng Kông là nhập khẩu từ con sông này  Lưu trữ ngày 20 tháng 1 năm 2007 tại Wayback Machine.

## Các thành thị dọc sông
- Đông Hoản
- Hà Nguyên
- Huệ Châu
- Hưng Ninh